# Sadykierz (powiat pułtuski)
Sadykierz – wieś w Polsce położona w województwie mazowieckim, w powiecie pułtuskim, w gminie Obryte. Ma status sołectwa.

## Historia
Nazwa miejscowości wskazuje na osadę umiejscowioną w lesie, gdyż kierz to krzak.
Wieś Sadykierz została lokowana przez biskupa Pawła Giżyckiego w dobrach biskupstwa płockiego w 1443. W 1449 została przekazana na uposażenie kapituły pułtuskiej. Jako prywatna wieś duchowna w drugiej połowie XVI wieku leżała w powiecie kamienieckim ziemi nurskiej województwa mazowieckiego. W XVIII wieku był wsią pańszczyźnianą.
Po utworzeniu Królestwa Polskiego Sadykierz wchodził w skład dóbr narodowych Obryte. Około 1836 wieś została nadana rosyjskiemu właścicielowi trudniącemu się hodowlą owiec. Folwark istniał jeszcze przed II wojną światową, funkcjonował na działce naprzeciw kościoła. Drewniany dwór kryty strzechą notowano około 2000. Został rozebrany, a z materiałów pochodzących z rozbiórki wybudowano drewnianą chatę.
We wsi znajduje się drewniany kościół pw. św. Rocha filialny w parafii św. Jana Chrzciciela w Obrytem. Obecny kościół został wzniesiony w 2003 na miejscu poprzedniego, pochodzącego z 1812, który spłonął w noc z 26 na 27 września 2003. Obok kościoła stoi dzwonnica z 1812. Dzwonnica i cmentarz przykościelny są wpisane do rejestru zabytków (A-341 z 2.04.1962). Na cmentarzu znajduje się nagrobek żołnierzy poległych w wojnie polsko-bolszewickiej 1920 r. – Adama Sienkiewicza z 68 Pułku Piechoty oraz Jana Iwaszkiewicza, ułana z 13 Pułku Ułanów Wileńskich.
W latach 1975–1998 miejscowość należała administracyjnie do województwa ostrołęckiego.
Miejsce urodzenia biskupa włocławskiego Jana Zaręby.